# Tadim
Tadim ist eine Gemeinde im Norden Portugals.

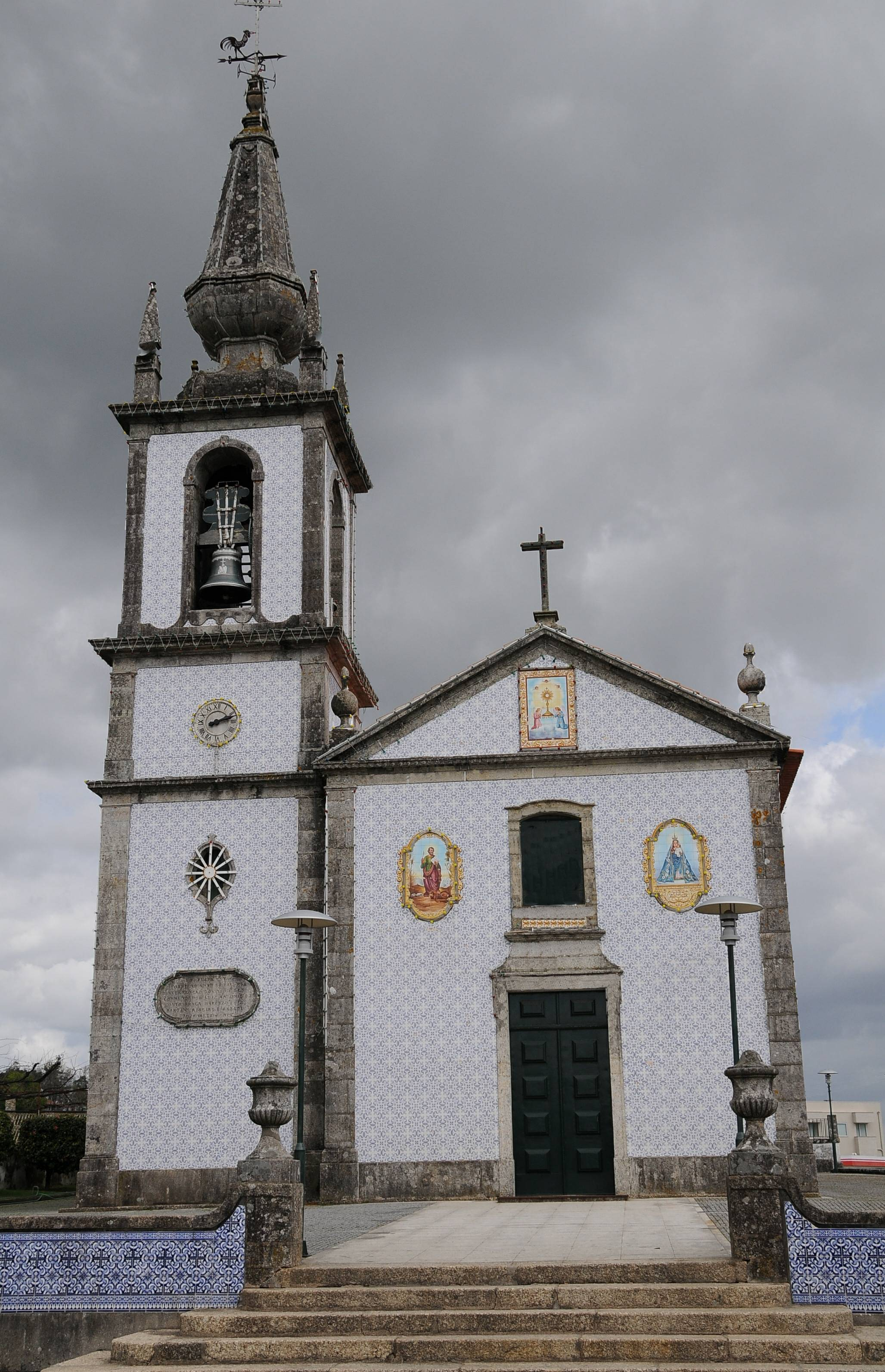
Kirche von Tadim

Tadim gehört zum Kreis Braga im gleichnamigen Distrikt Braga, besitzt eine Fläche von 2,7 km² und hat 1267 Einwohner (Stand 19. April 2021). Der Ort ist nur gering urbanisiert.